# José Manuel Quiroga
José Manuel Quiroga (Resistencia Chaco, Argentina, 18 de febrero de 1986) es un  futbolista argentino que juega como delantero en el Gimnasia y Esgrima (Concepción del Uruguay) del Torneo Argentino A.

## Clubes
| Club                                        | País      | Año         |
| ------------------------------------------- | --------- | ----------- |
| Defensores de Belgrano                      | Argentina | 2006 -2007  |
| Sarmiento                                   | Argentina | 2008        |
| Club Boca Río Gallegos                      | Argentina | 2009 - 2011 |
| Gimnasia y Tiro de Salta                    | Argentina | 2011        |
| Deportivo Madryn                            | Argentina | 2012 - 2013 |
| Curicó Unido                                | Chile     | 2013        |
| Deportivo Madryn                            | Argentina | 2014        |
| Sportivo Las Parejas                        | Argentina | 2014-2015   |
| Gimnasia y Esgrima (Concepción del Uruguay) | Argentina | 2015-       |